# Gran Premio degli Stati Uniti d'America-Est 1977
Il Gran Premio degli Stati-Uniti d'America Est 1977 è stata la quindicesima prova della stagione 1977 del Campionato mondiale di Formula 1. Si è corsa domenica 2 ottobre 1977 sul Circuito di Watkins Glen. La gara è stata vinta dal britannico James Hunt, su McLaren-Ford Cosworth; per il vincitore si trattò del nono successo nel mondiale. Hunt ha preceduto sul traguardo lo statunitense Mario Andretti su Lotus-Ford Cosworth e il sudafricano Jody Scheckter su  Wolf-Ford Cosworth. Niki Lauda, giungendo quarto, si assicurò il titolo mondiale piloti, per la seconda volta nella carriera.

## Vigilia

### Sviluppi futuri
Il 15 settembre Niki Lauda, dopo aver chiuso il suo rapporto con la Scuderia Ferrari, annunciò il suo passaggio, per la stagione 1978, alla Brabham, motorizzata Alfa Romeo. La casa britannica annunciò anche il passaggio dallo sponsor Martini a un'altra azienda italiana, la Parmalat.
Dopo l'addio di Niki Lauda, il 27 settembre la Scuderia Ferrari annunciò l'ingaggio del giovane pilota canadese Gilles Villeneuve quale pilota titolare, con Carlos Reutemann, per la stagione 1978. Villeneuve aveva esordito nel mondiale nel Gran Premio di Gran Bretagna, con una McLaren, ed era stato particolarmente consigliato alla scuderia italiana da Chris Amon. Al posto di Lauda erano stati indicati, dalle indiscrezioni giornalistiche, vari altri piloti, tra cui Emerson Fittipaldi, Mario Andretti, Jody Scheckter e Alan Jones. Era previsto che il canadese esordisse già nel Gran Premio del Canada 1977 con la scuderia italiana che per l'occasione avrebbe schierato tre vetture. Villeneuve era sotto opzione per la stessa McLaren per la stagione 1979, che aveva posto una penale di 200.000 dollari, qualora avesse optato per un'altra scuderia, mentre non vi erano ostacoli a un impiego per il 1978.

### Analisi per il campionato piloti
Niki Lauda poteva diventare campione del mondo piloti per la seconda volta nella carriera, qualora fosse giunto a punti. Se non avesse ottenuto punti gli sarebbe bastata la mancata vittoria per Jody Scheckter. La Scuderia Ferrari si era già aggiudicata la Coppa Costruttori per il 1977.

### Aspetti tecnici
La Wolf ripresentò il modello WR2.

### Aspetti sportivi
Il gran premio venne definito degli Stati Uniti-Est, per distinguerlo da quello corso a Long Beach, in aprile, anche se il suo nome ufficiale era United States Grand Prix.
L'hawaiiano Danny Ongais fece il suo debutto nel mondiale con la Penske dell'Interscope Racing, mentre l'ATS, che aveva schierato delle vetture Penske fino a quel momento non si presentò al gran premio. Uno dei suoi piloti, Jean-Pierre Jarier, venne iscritto dalla Shadow Racing Cars al posto di Riccardo Patrese, impegnato nel Gran Premio dell'Estoril, gara valida per il Campionato europeo di F2.
Avevano inoltre abbandonato definitivamente la Formula 1 la BRM, la Boro, l'Apollon. Non si presentarono le scuderie private Iberia, Merzario, mentre le scuderie ufficiali Hesketh, Brabham e McLaren schierarono due sole vetture. Rispetto alla precedente gara di Monza Hans Binder riprese il suo volante alla Surtees al posto di Lamberto Leoni.

## Qualifiche

### Resoconto
Dall'inizio delle prove del venerdì fu la McLaren di James Hunt a dominare il campo, facendo segnare la pole provvisoria col tempo record di 1'40"863. I due piloti della Brabham Hans-Joachim Stuck (che aveva girato col muletto) e John Watson chiusero secondo e terzo in griglia, distanziati di un quarto di secondo, seguiti da Andretti, Ronnie Peterson e dalle Ferrari di Carlos Reutemann e Niki Lauda. Scheckter era nono. Hunt fu comunque protagonista di un incidente verso il finire delle prove, mentre Lauda ruppe il propulsore. Quasi tutte le monoposto però scontarono il difficile feeling con gli pneumatici, dovuto anche al fatto che la Goodyear portò ben quattro mescole per le gomme anteriori e due per quelle posteriori.
Di notte arrivò la pioggia che costrinse gli organizzatori a posticipare di mezz'ora l'inizio delle prove per poter pulire, in parte, la pista. La pioggia tornò poco prima della fine delle libere, cosìcche le prove del sabato pomeriggio servirono solo a provare gli assetti in vista di un'eventuale gara bagnata alla domenica. A determinare la griglia di partenza furono così i tempi del venerdì. Durante le libere un incidente di Patrick Tambay sporcò la pista di olio, costringendo a interrompere la sessione. Niki Lauda dichiarò che qualora la pioggia si fosse presentata anche alla domenica non avrebbe preso parte alla gara.

### Risultati
Nella sessione di qualifica si è avuta questa situazione:
| Pos | Nº | Pilota                | Costruttore              | Tempo    | Griglia |
| --- | -- | --------------------- | ------------------------ | -------- | ------- |
| 1   | 1  | James Hunt            | McLaren-Ford Cosworth    | 1'40"863 | 1       |
| 2   | 8  | Hans-Joachim Stuck    | Brabham-Alfa Romeo       | 1'41"138 | 2       |
| 3   | 7  | John Watson           | Brabham-Alfa Romeo       | 1'41"193 | 3       |
| 4   | 5  | Mario Andretti        | Lotus-Ford Cosworth      | 1'41"481 | 4       |
| 5   | 3  | Ronnie Peterson       | Tyrrell-Ford Cosworth    | 1'41"908 | 5       |
| 6   | 12 | Carlos Reutemann      | Ferrari                  | 1'41"952 | 6       |
| 7   | 11 | Niki Lauda            | Ferrari                  | 1'42"089 | 7       |
| 8   | 4  | Patrick Depailler     | Tyrrell-Ford Cosworth    | 1'42"238 | 8       |
| 9   | 20 | Jody Scheckter        | Wolf-Ford Cosworth       | 1'42"315 | 9       |
| 10  | 26 | Jacques Laffite       | Ligier-Matra             | 1'42"640 | 10      |
| 11  | 19 | Vittorio Brambilla    | Surtees-Ford Cosworth    | 1'42"786 | 11      |
| 12  | 6  | Gunnar Nilsson        | Lotus-Ford Cosworth      | 1'42"815 | 12      |
| 13  | 17 | Alan Jones            | Shadow-Ford Cosworth     | 1'43"019 | 13      |
| 14  | 15 | Jean-Pierre Jabouille | Renault                  | 1'43"069 | 14      |
| 15  | 2  | Jochen Mass           | McLaren-Ford Cosworth    | 1'43"242 | 15      |
| 16  | 16 | Jean-Pierre Jarier    | Shadow-Ford Cosworth     | 1'43"516 | 16      |
| 17  | 30 | Brett Lunger          | McLaren-Ford Cosworth    | 1'43"698 | 17      |
| 18  | 28 | Emerson Fittipaldi    | Fittipaldi-Ford Cosworth | 1'43"938 | 18      |
| 19  | 22 | Clay Regazzoni        | Ensign-Ford Cosworth     | 1'44"208 | 19      |
| 20  | 24 | Rupert Keegan         | Hesketh-Ford Cosworth    | 1'44"550 | 20      |
| 21  | 10 | Ian Scheckter         | March-Ford Cosworth      | 1'44"702 | 21      |
| 22  | 25 | Ian Ashley            | Hesketh-Ford Cosworth    | 1'45"100 | 22      |
| 23  | 9  | Alex-Dias Ribeiro     | March-Ford Cosworth      | 1'45"473 | 23      |
| 24  | 27 | Patrick Nève          | March-Ford Cosworth      | 1'45"845 | 24      |
| 25  | 18 | Hans Binder           | Surtees-Ford Cosworth    | 1'45"880 | 25      |
| 26  | 14 | Danny Ongais          | Penske-Ford Cosworth     | 1'46"070 | 26      |
| NQ  | 23 | Patrick Tambay        | Ensign-Ford Cosworth     | 1'49"435 | NQ      |

## Gara

### Resoconto
La domenica iniziò fresca ma secca; a far da cornice alla gara arrivarono centomila spettatori. Prima del warm up, tuttavia, ricominciò a piovere, tanto che tutte le vetture montarono gomme da bagnato tranne John Watson, che optò per le slick.
Al via Hans-Joachim Stuck passò il poleman James Hunt; Watson perse invece diverse posizioni a causa della sua scelta delle gomme, scendendo al sedicesimo posto della classifica. Al termine del primo giro, dietro ai primi due, si trovarono Mario Andretti, Carlos Reutemann, Ronnie Peterson, Niki Lauda e Jody Scheckter. In pochi giri Scheckter ebbe la meglio sia su Lauda che su Peterson.
Al quarto giro anche Reutemann, a causa di un testacoda, venne passato da Scheckter. Un altro pilota in rimonta era Clay Regazzoni, che si trovò al nono giro settimo, dopo il ritiro di Jochen Mass. La classifica vedeva sempre primo Hans-Joachim Stuck, seguito da James Hunt, Mario Andretti, Jody Scheckter, Carlos Reutemann, Niki Lauda e Regazzoni. All'undicesimo giro un altro errore di Reutemann permise a Lauda di guadagnare una posizione.
La gara del battistrada Stuck terminò al quindicesimo giro. Il tedesco scontava già dei problemi alla frizione da qualche giro; mancò però una marcia, uscì di pista, distruggendo la sua Brabham.
Si trovò in testa James Hunt con un vantaggio su Andretti di 10,5 secondi, e su  Jody Scheckter, di 14. La pista si stava nel frattempo asciugando ma le gomme delle vetture non riuscivano a scaldarsi. Al ventunesimo giro Jacques Laffite strappò l'ottava piazza a Peterson, e due giri dopo Regazzoni passò anche Reutemann.
Con pochi giri da completare e 22 secondi di vantaggio, Hunt rallentò molto per preservare gli pneumatici, mentre Lauda conservava ancora la quarta piazza, sufficiente per consentirgli di vincere il suo secondo titolo. Anche Jody Scheckter  rallentò il ritmo per preservare anche lui le gomme.

Improvvisamente a due giri dal termine, Andretti, che si era avvicinato a un Hunt rallentante, si trovò a soli 6,7 secondi dall'inglese. Quando i due iniziarono l'ultimo giro il margine era sceso a 1,5 secondi, e il pubblico stava eccitandosi mentre lo speaker del tracciato rendeva conto della situazione curva dopo curva. Nell'ultimo giro, tuttavia, Hunt incrementò il suo vantaggio e vinse con due secondi di margine. Il team McLaren non lo informava su quanto fosse vicina la Lotus di Andretti fino all'ultimo giro, quando Teddy Mayer gli fece segno di aumentare l'andatura!

James Hunt conquistò la nona vittoria della sua carriera, davanti ad Andretti e Scheckter. Niki Lauda chiuse quarto: l'austriaco vinse il secondo titolo piloti dopo quello del 1975.

### Risultati
I risultati del gran premio furono i seguenti:
| Pos | No | Pilota                | Costruttore              | Giri | Tempo/Ritiro        | Pos. Griglia | Punti |
| --- | -- | --------------------- | ------------------------ | ---- | ------------------- | ------------ | ----- |
| 1   | 1  | James Hunt            | McLaren-Ford Cosworth    | 59   | 1:58'23"267         | 1            | 9     |
| 2   | 5  | Mario Andretti        | Lotus-Ford Cosworth      | 59   | + 2"026             | 4            | 6     |
| 3   | 20 | Jody Scheckter        | Wolf-Ford Cosworth       | 59   | + 1'18"879          | 9            | 4     |
| 4   | 11 | Niki Lauda            | Ferrari                  | 59   | + 1'40"615          | 7            | 3     |
| 5   | 22 | Clay Regazzoni        | Ensign-Ford Cosworth     | 59   | + 1'48"138          | 19           | 2     |
| 6   | 12 | Carlos Reutemann      | Ferrari                  | 58   | + 1 giro            | 6            | 1     |
| 7   | 26 | Jacques Laffite       | Ligier-Matra             | 58   | + 1 giro            | 10           |       |
| 8   | 24 | Rupert Keegan         | Hesketh-Ford Cosworth    | 58   | + 1 giro            | 20           |       |
| 9   | 16 | Jean-Pierre Jarier    | Shadow-Ford Cosworth     | 58   | + 1 giro            | 16           |       |
| 10  | 30 | Brett Lunger          | McLaren-Ford Cosworth    | 57   | + 2 giri            | 17           |       |
| 11  | 18 | Hans Binder           | Surtees-Ford Cosworth    | 57   | + 2 giri            | 25           |       |
| 12  | 7  | John Watson           | Brabham-Alfa Romeo       | 57   | + 2 giri            | 3            |       |
| 13  | 28 | Emerson Fittipaldi    | Fittipaldi-Ford Cosworth | 57   | + 2 giri            | 18           |       |
| 14  | 4  | Patrick Depailler     | Tyrrell-Ford Cosworth    | 56   | + 3 giri            | 8            |       |
| 15  | 9  | Alex-Dias Ribeiro     | March-Ford Cosworth      | 56   | + 3 giri            | 23           |       |
| 16  | 3  | Ronnie Peterson       | Tyrrell-Ford Cosworth    | 56   | + 3 giri            | 5            |       |
| 17  | 25 | Ian Ashley            | Hesketh-Ford Cosworth    | 55   | + 4 giri            | 22           |       |
| 18  | 27 | Patrick Nève          | March-Ford Cosworth      | 55   | + 4 giri            | 24           |       |
| 19  | 19 | Vittorio Brambilla    | Surtees-Ford Cosworth    | 54   | + 5 giri            | 11           |       |
| Rtt | 15 | Jean-Pierre Jabouille | Renault                  | 30   | Alternatore         | 14           |       |
| Rit | 6  | Gunnar Nilsson        | Lotus-Ford Cosworth      | 17   | Incidente           | 12           |       |
| Rit | 8  | Hans-Joachim Stuck    | Brabham-Alfa Romeo       | 14   | Incidente           | 2            |       |
| Rit | 10 | Ian Scheckter         | March-Ford Cosworth      | 10   | Incidente           | 21           |       |
| Rit | 2  | Jochen Mass           | McLaren-Ford Cosworth    | 8    | Pompa della benzina | 15           |       |
| Rit | 14 | Danny Ongais          | Penske-Ford Cosworth     | 6    | Incidente           | 26           |       |
| Rit | 17 | Alan Jones            | Shadow-Ford Cosworth     | 3    | Incidente           | 13           |       |
| NQ  | 23 | Patrick Tambay        | Ensign-Ford Cosworth     |      |                     |              |       |

## Classifiche

### Piloti
| Pos. | Pilota             | Punti |
| ---- | ------------------ | ----- |
| 1    | Niki Lauda         | 72    |
| 2    | Mario Andretti     | 47    |
| 3    | Jody Scheckter     | 46    |
| 4    | Carlos Reutemann   | 36    |
| 5    | James Hunt         | 31    |
| 6    | Jochen Mass        | 21    |
| 7    | Gunnar Nilsson     | 20    |
| 8    | Jacques Laffite    | 16    |
| 9    | Alan Jones         | 16    |
| 10   | Hans-Joachim Stuck | 12    |
| 11   | Emerson Fittipaldi | 11    |
| 12   | Patrick Depailler  | 10    |
| 13   | John Watson        | 9     |
| 14   | Ronnie Peterson    | 7     |
| 15   | José Carlos Pace   | 6     |
| 16   | Vittorio Brambilla | 5     |
| 17   | Clay Regazzoni     | 5     |
| 18   | Patrick Tambay     | 3     |
| 19   | Jean-Pierre Jarier | 1     |
| =    | Renzo Zorzi        | 1     |

### Costruttori
| Pos. | Team                     | Punti |
| ---- | ------------------------ | ----- |
| 1    | Ferrari                  | 89    |
| 2    | Lotus-Ford Cosworth      | 62    |
| 3    | McLaren-Ford Cosworth    | 47    |
| 4    | Wolf-Ford Cosworth       | 46    |
| 5    | Brabham-Ford Cosworth    | 27    |
| 6    | Shadow-Ford Cosworth     | 17    |
| 7    | Tyrrell-Ford Cosworth    | 17    |
| 8    | Ligier-Matra             | 16    |
| 9    | Fittipaldi-Ford Cosworth | 11    |
| 10   | Ensign-Ford Cosworth     | 8     |
| 11   | Surtees-Ford Cosworth    | 5     |
| 12   | Penske-Ford Cosworth     | 1     |